# Hendrik Teding van Berkhout
Hendrik Teding van Berkhout (Haarlem, 26 augustus 1879 – Amsterdam, 15 mei 1969) was een Nederlandse museumdirecteur, kunstverzamelaar en amateurfotograaf.

## Leven en werk
Jonkheer Teding van Berkhout, lid van de familie Teding van Berkhout, was een zoon van jhr. Hendrik Teding van Berkhout (1830-1904), bankier in Haarlem, en diens tweede echtgenote Susanna Jacoba Hermina des Tombe (1856-1905). Hij is in 1908 getrouwd met Anna Clara Lieftinck (1881-1972), zij was tot aan hun huwelijk onderwijzeres in Amsterdam.
In 1903 werd Teding van Berkhout benoemd tot onderdirecteur, en in 1913 tot directeur, van het Rijksprentenkabinet in Amsterdam. Dat was destijds, naast het Rijksmuseum van Schilderijen en het Nederlandsch Museum voor Geschiedenis en Kunst, een van de drie zelfstandige instellingen in het Rijksmuseumgebouw. Na een reorganisatie, waarbij de leiding over het prentenkabinet werd ondergebracht bij het Rijksmuseum, werd zijn functie opgeheven. Teding van Berkhout kreeg bij Koninklijk Besluit van 14 juni 1934 eervol ontslag en wachtgeld tot aan zijn pensioen.
Teding van Berkhout was naast verzamelaar actief als amateurfotograaf, waarbij hij vooral zijn gezinsleven vastlegde. Zijn nazaten schonken in 1995 een collectie foto's aan het Rijksmuseum.
Teding van Berkhout overleed in 1969 in Amsterdam, hij werd begraven op Westerveld.

## Stichting Hendrik Teding van Berkhout sr. en jr.
Teding van Berkhout was net als zijn vader Hendrik sr. een verzamelaar van prenten. De basis van deze verzameling was gelegd door Willem Philip Kops (1755-1805) die een zogenaamd Kunstkabinet aanlegde. Kops was de vader van de eerste echtgenote van Hendriks vader, jhr. mr. Jan Pieter Teding van Berkhout (1786-1856) en zo belandde diens collectie in de familie Van Berkhout. Hendrik sr. en jr. breidden die collectie verder uit. De collectie bestaat uit 5000 bladen West-Europese grafiek en uit 770 aquarellen en tekeningen en werd ondergebracht in een stichting. De stichting gaf de collectie eerst in bruikleen aan het Teylers Museum. In 1995-1996 werd, na de inventarisatie en beschrijving, in het museum een deel van hun verzameling getoond, met tekeningen van onder anderen George Hendrik Breitner, Charles Rochussen en Andreas Schelfhout. De stichting heeft vervolgens de collectie geschonken aan het museum.
De verzameling omvatte nog veel meer, wat vererfde op de beide dochters van Hendrik jr. Suzanna Frieda (1909-2003) en Anna Clara (1910-2001) na het overlijden van hun moeder in 1972. Die omvatte ook bijvoorbeeld brieven van Michiel de Ruyter. Uit de verzameling zijn objecten aan circa vijftig musea in Nederland in bruikleen gegeven.

## Werk in openbare collecties
- Rijksmuseum Amsterdam

- Bibliothèque nationale de France: cb13555529s (data)
- Biografisch Portaal: 85306563
- Gemeinsame Normdatei: 119339935
- International Standard Name Identifier: 0000 0000 3060 7162
- Library of Congress Control Number: n96066297
- Nederlandse Thesaurus van Auteursnamen: 070985464
- PIC: 386556
- RKD-Nederlands Instituut voor Kunstgeschiedenis: 373585
- Virtual International Authority File: 22307021
- WorldCat: E39PBJmHH4J6Qx9TwXM7vtdhHC